# 蘇浚鋒
蘇浚鋒（英語：So Tsun-fung），是一位香港社運人士，曾於反修例運動中擔任香港中文大學學生會會長和香港大專學界國際事務代表團成員。2022年，蘇因在2021年香港立法會選舉前在社交媒體上轉發了一個呼籲投白票的帖文而被控。

## 生平
蘇浚鋒中學就讀於皇仁書院，曾擔任該校的中文辯論隊隊長，後考入香港中文大學，主修政治及行政學、副修新聞及傳播學。蘇的大學成績優異，曾獲院長嘉許名單。
2019年，蘇浚鋒與呂天忻等組成香港中文大學學生會內閣「晨煦」，由蘇擔任會長，並於同年2月當選。蘇指他參選的原因是在校內校外也留意到不少問題，希望能夠改變。同年，反修例運動爆發，蘇帶領的學生會積極參與該政治運動。蘇於同年7月加入香港大專學界國際事務代表團，並曾多次以代表團成員身份外訪，包括到訪英國倫敦大學亞非學院進行學術會議和演說，分享反修例運動期間的見聞和談及英國國民（海外）護照平權問題。他亦於同年9月組織罷課，以及在開學禮上組織示威，並在行政長官林鄭月娥宣佈撤回修例後公開表示若政府漠視其他訴求，學界的不合作運動將不會減少。同年10月，他就政治議題與中大校長段崇智等教職員進行閉門會議，而在11月的香港中文大學衝突中蘇和其他學生會內閣成員亦積極協調各界。翌年2月，蘇卸任學生會會長一職，並任職該年度的臨時行政委員會主席。
2021年，蘇因在香港立法會選舉前在社交媒體上轉發了一個呼籲投白票的帖文而因煽惑他人不投票罪被廉政公署落案起訴，並在翌年判刑，因認罪而被判監2個月，緩刑18個月。